# Saab 32 Lansen
Il Saab 32 Lansen (Lancia) è ricordato come il primo aereo da caccia multiruolo ognitempo svedese degli anni cinquanta, realizzato in varie versioni capaci di ricoprire un vasto ventaglio di ruoli operativi.

## Storia

### Sviluppo

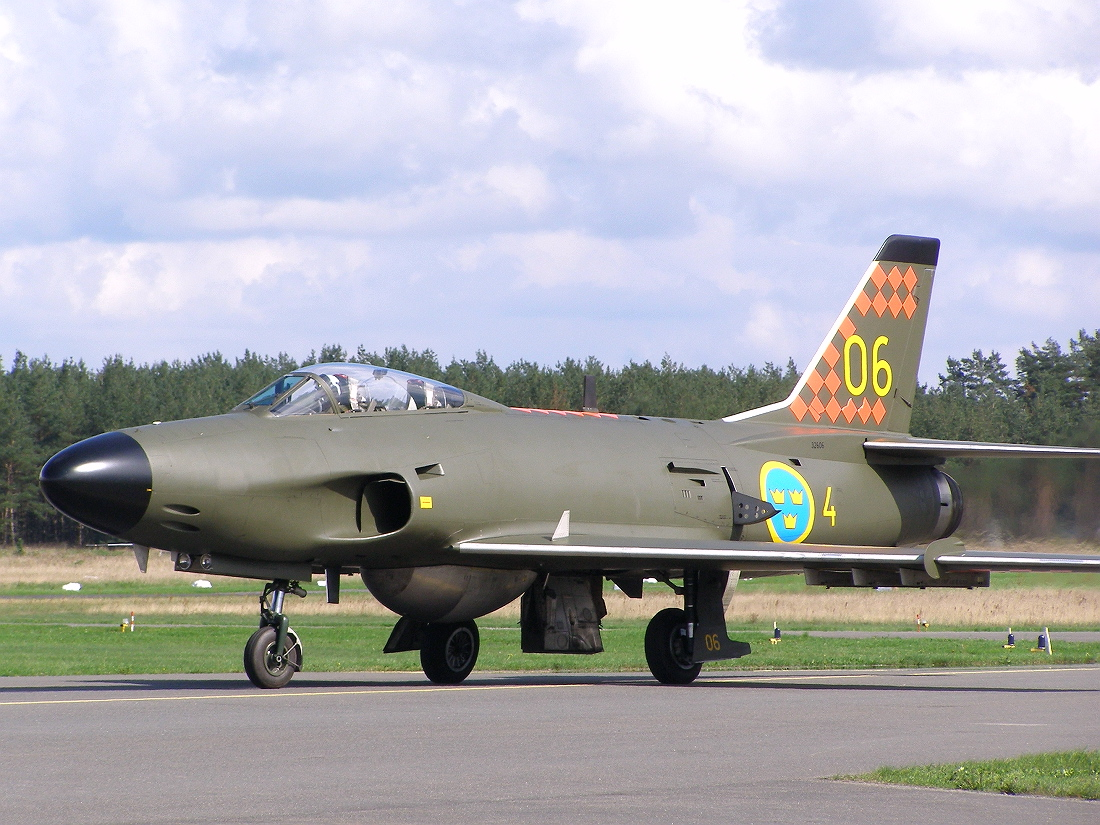
Un Lansen in attesa del decollo.

La necessità di un nuovo aereo d'attacco ognitempo, manifestata dalla Svenska Flygvapnet, fu alla base della nascita del progetto del Lansen, avviato già alla fine degli anni quaranta.
Il progetto iniziale prevedeva che il nuovo velivolo fosse motorizzato con due turboreattori de Havilland, già prodotti su licenza dalla Svenska Flygmotor (azienda poi confluita nella Volvo Aero).
Lo sviluppo del turboreattore Dovern di produzione nazionale, ad opera della STAL (Svenska Turbinfabriks AB Ljungström), lasciò intravedere la possibilità di abbassare il costo finale del velivolo. Il progetto originale venne quindi abbandonato ed il nuovo velivolo ridisegnato intorno al Dovern. I ritardi nello sviluppo del motore (la cui realizzazione non venne portata a termine) determinarono un nuovo cambiamento progettuale ed il Lansen venne alla luce equipaggiato con il turboreattore Rolls-Royce Avon (anche in questo caso la licenza produttiva venne acquisita dalla Svenska Flygmotor).
Il prototipo del Lansen, designato A 32, venne portato in volo, molto rapidamente rispetto all'inizio dei lavori, il 3 novembre del 1952. Il velivolo fu anche il primo aereo svedese a superare il muro del suono.
Le consegne iniziarono nel 1955 e, poiché il Lansen diede prova di estrema versatilità, seguirono immediatamente le versioni destinate all'intercettazione ed alla ricognizione.

### Impiego operativo
La carriera del Lansen è iniziata in compiti d'attacco ognitempo, ed il velivolo si mostrò capace di essere impiegato persino come vettore di missili antinave (nello specifico, poteva montare lo RB 04 prodotto dalla stessa Saab).
La versione di maggior produzione fu quella da caccia che equipaggiò i reparti di prima linea, pur essendo solo una soluzione ad interim per il ruolo della difesa aerea in attesa della maturazione del Draken, fino al 1973.
Il modello rimasto più a lungo in servizio nelle forze di difesa svedesi, fu la piattaforma ECM J 32E, rimasta in servizio addirittura fino agli anni novanta grazie all'aggiornamento degli equipaggiamenti.
Malgrado non abbia avuto successo all'estero e che, forse proprio per questo, tra tutti i jet svedesi di prima linea sia probabilmente il meno conosciuto, il Lansen ha ricoperto un ruolo fondamentale tra i tardi anni cinquanta e il decennio successivo. Nei compiti d'attacco antinave non ha avuto un vero sostituto, fino all'entrata in servizio del Saab 37 Viggen decollato come prototipo nel 1967.

## Descrizione tecnica

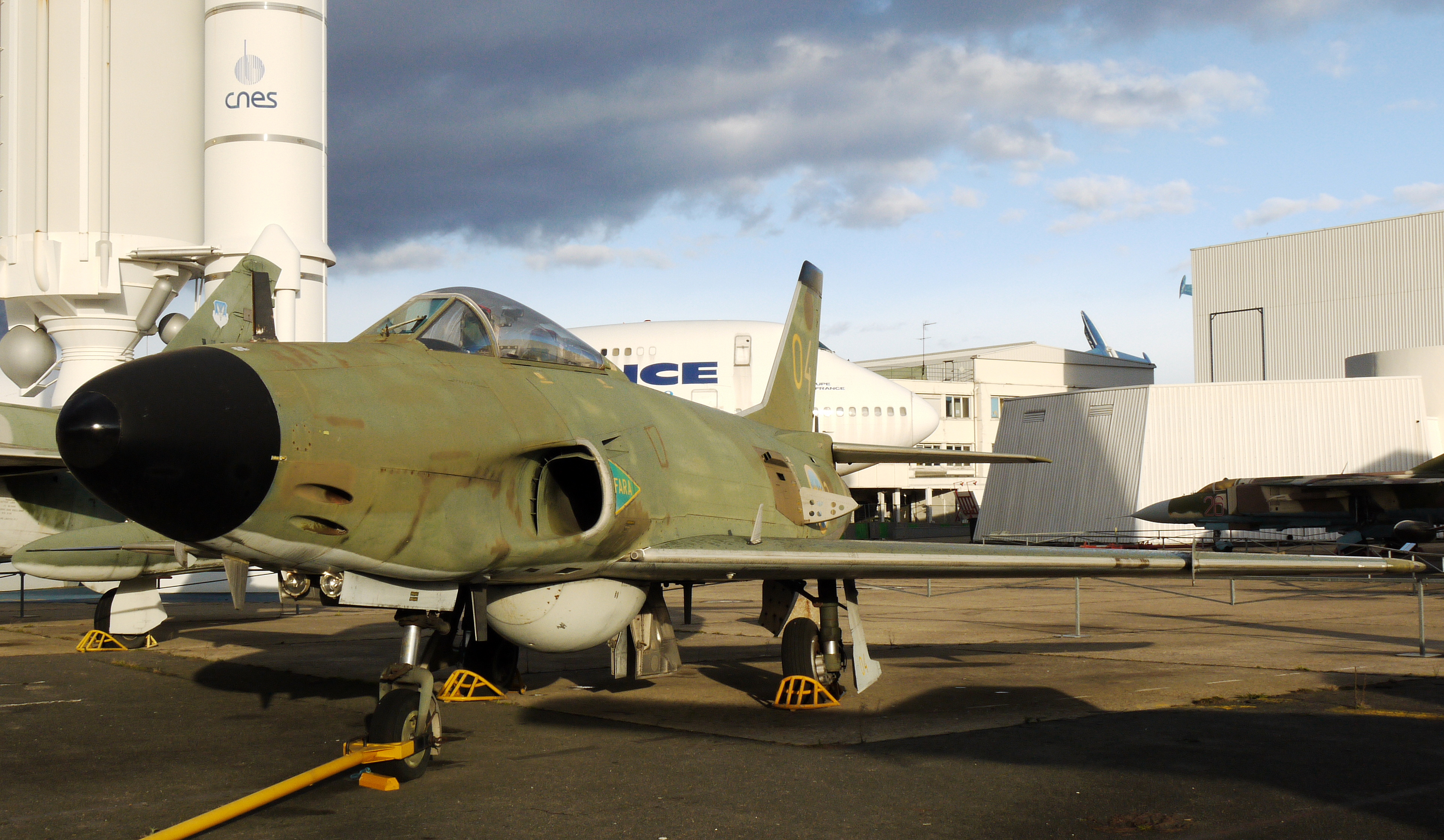
Un Lansen esposto al Musée de l'air et de l'espace di Parigi.

Monoplano biposto (con i due uomini d'equipaggio disposti in tandem) dotato di carrello del tipo triciclo anteriore.
L'ala aveva un angolo di 35° e, come già nel caso del Saab 29 Tunnan, la sua configurazione venne testata sull'addestratore Safir. Adottava un profilo laminare ed aveva corda molto larga.
Esteriormente il Lansen somigliava molto all'F-80 Shooting Star (o meglio ancora al Lockheed F-94 Starfire), sia pure con pesi e dimensioni maggiorati.
Il sistema d'arma era sofisticato grazie ad un radar Ericsson, computer di tiro Saab BT9 e la predisposizione per un missile antinave, lo RB 04, arma talmente valida da essere rimasta in linea fino al 1979. L'armamento basico era costituito invece da quattro cannoni da 30 mm.

## Versioni
- A 32A: prima variante di produzione, destinata a compiti di attacco. Montava il turboreattore Rolls-Royce Avon serie 100 (da 44,13 kN).
  - J 32AD: basato sulla cellula della versione A, nel 1953 venne progettato un caccia diurno (rispettivamente Jakt e Dag in lingua svedese) studiato come soluzione ad interim tra il Tunnan (che all'epoca equipaggiava i reparti) ed il Draken (in fase di realizzazione). Il progetto non ebbe seguito produttivo in quanto la Svenska Flygvapnet optò per l'acquisto di 120 Hawker Hunter.
- J 32B: il modello successivo, e ben più diffuso: era un caccia ognitempo, che tuttavia disponeva di un semplice telemetro radar PS-42 oltre a un collimatore a raggi infrarossi Saab-S6A. Il caccia disponeva di un motore molto più potente del precedente, ed un armamento considerevole, costituito da quattro cannoni Aden, oltre alla predisposizione per quattro missili AIM-9B, o fino a 38 razzi aria-aria calibro 75 mm. Erano disponibili anche due serbatoi ausiliari. Ne vennero consegnati circa un centinaio, in servizio dal 1958. Prodotto in 120 esemplari.
- S 32C: ricognitore, modificato nel muso, per alloggiare sei macchine fotografiche. Entrato in linea nel 1960, a tre anni dal primo volo. Ne furono prodotti circa 44 esemplari.

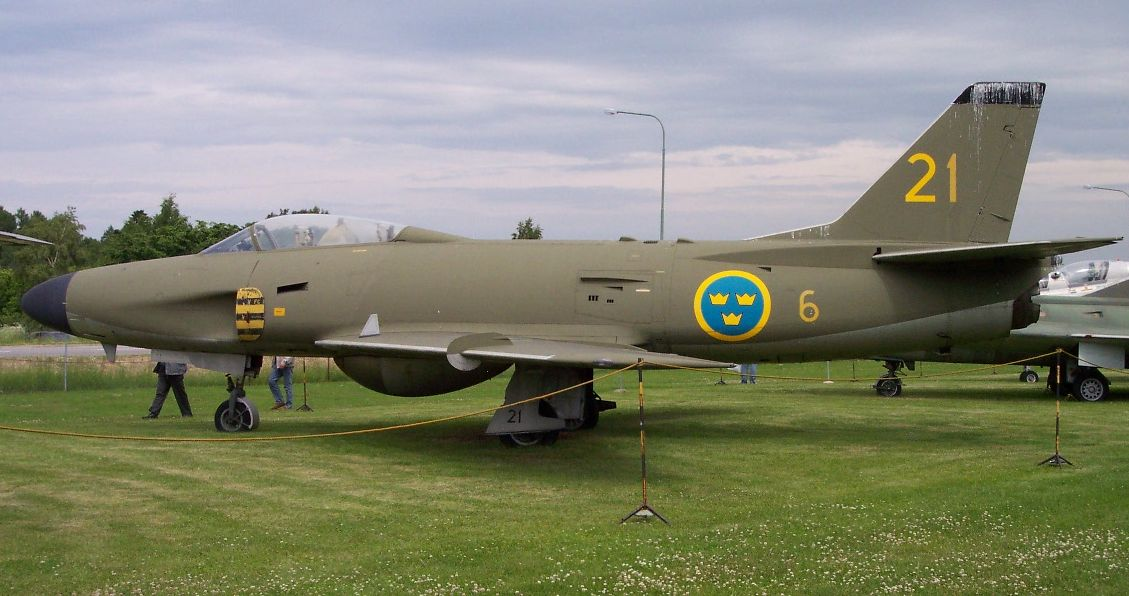
Un Lansen versione S 32C: si notino l'assenza delle mitragliatrici nel muso ed il serbatoio supplementare del carburante sotto la fusoliera.

- J 32D: lotto di 6 esemplari del J 32B modificati e destinati all'impiego di traino bersagli.
- J 32E: si tratta di altri 15 velivoli della serie J 32B destinati a compiti di guerra elettronica. Dotati di apparecchiature ECM erano in grado di eseguire azioni complesse di disturbo delle infrastrutture radar avversarie. Rimasero in servizio fino al 1997.
- J 32U: progetto di modifica della versione da caccia, risalente al 1954 (la sigla U indica utveckling, sviluppo): era prevista l'adozione del più potente motore Rolls-Royce RA 19R e l'introduzione di nuovo disegno dell'ala. Non ebbe seguito produttivo.

## Paesi utilizzatori
Svezia
- Svenska Flygvapnet